# مزود خدمة الإنترنت

الاتصال بالشابكة مرورا بمختلف مزودات الشابكة عبر العالم

مزود خدمة الإنترنت أو مزود خدمة الشابكة أو موفر خدمة الاتصال بالإنترنت (بالإنجليزية: Internet Service Provider اختصاراً ISP)‏ هي الشركة التي توفر لعملائها إمكانية الوصول إلى شبكة الشابكة. ويرتبط مزود خدمة الشابكة بعملائهِ باستخدام تقنية نقل البيانات المناسبة لتوصيل حزم بيانات نظام الشابكة، مثل الاتصال الهاتفي، خط المشترك الرقمي للاتصال خط المشترك الرقمي، وكابل المودم، والأجهزة اللاسلكية، والوصلات المخصصة عالية السرعة. إن مزود خدمة الشابكة قد يوفر حسابات البريد الإلكتروني للمستخدمين والتي تسمح لهم بالتواصل مع بعضهم البعض عن طريق إرسال واستقبال الرسائل الإلكترونية من خلال خادم (server) مزود خدمة الشابكة (وكجزء من خدمة البريد الإلكتروني عادة ما يوفر مزود خدمات الشابكة للمستخدم وعميل البريد الإلكتروني حزمة البرامج، التي طورت داخليا أو من خلال ترتيب عقد خارجي). مقدمي خدمات الشابكة يمكن أن يوفروا خدمات أخرى مثل تخزين البيانات عن بعد بالنيابة عن عملائها.

## المستخدم النهائي لخدمة الاتصال بالشابكة
يستخدم مزودي خدمة الشابكة مجموعة من التقنيات تمكن المستهلكون من الارتباط بشبكاتهم. وبالنسبة للمستخدمين والشركات الصغيرة: الخيارات الأكثر شيوعا تشمل الاتصال الهاتفي (Dial-up)، خط المشترك الرقمي (DSL)، عادة خط اشتراك رقمي غير متماثل (ADSL)، والنطاق اللاسلكي العريض (broadband wireless)، وكابل المودم، الألياف الضوئية للمنازل (FTTH)، الشبكة الرقمية للخدمات المتكاملة (ISDN) (وعادة معدل الواجهة الرئيسية).
للعملاء ذوي المتطلبات الكثيرة مثل الشركات المتوسطة والكبيرة، أو غيرها من مزودي خدمات الشابكة: خطوط الاشتراك الرقمية (DSL) وغالبا خط المشترك الرقمي غير المتماثل (ADSL) أو خط المشترك الرقمي المتماثل (SHDSL)، إيثرنت، مترو إيثرنت، جيجابت إيثرنت، لتوصيل حزم البيانات، خطوط الشبكات الرقمية للخدمات المتكاملة (الواجهة البينية للمعدل الأساسي (BRI) أو الواجهة البينية للمعدل الأولي (PRI))، وضع النقل غير المتزامن (ATM)، والشابكة عبر الأقمار الصناعية، والشبكات الضوئية المتزامنة (SONET) هي أكثر ترشيحا للاستخدام.
اتصالات نموذجية للاستخدام المنزلي:
- الاتصال الهاتفي (Dial-up)
- خط المشترك الرقمي (DSL)
- اتصال لاسلكي عريض النطاق
- كابل الشابكة
- الألياف الضوئية للمنازل(FTTH)
- الشبكة الرقمية للخدمات المتكاملة (ISDN)
- واي فاي (Wi-Fi)
- خط المشترك الرقمي المتماثل (SHDSL)

اتصالات نموذجية للاستخدام التجاري:
- خط المشترك الرقمي (DSL)
- خط المشترك الرقمي المتماثل (SHDSL)
- تقنية الايثرنت

## المحلية
عند استخدام الاتصال الهاتفي أو اتصال الشبكة الرقمية للخدمات المتكاملة (ISDN)، لا يمكن لمزود خدمة الشابكة تحديد موقع المتصل جغرافيا وللحصول علي تفاصيل أكثر من استخدام الرقم المرسل يتم استخدام نموذج مناسب لرقم المتصل، من الممكن تماما على سبيل المثال: الاتصال عن طريق مزود خدمة إنترنت موجود في المكسيك من الولايات المتحدة الأمريكية.هناك وسائل أخرى للاتصال، مثل الكابل أو خط المشترك الرقمي (DSL) تتطلب نقطة التقاء ثابتة ومسجلة، وعادة ما ترتبط عند مزود خدمة الإنترنت مع عنوان فعلي.

## خدمة الشابكة للربط البيني
كما يدفع عملاء مزودي خدمة الشابكة من أجل الحصول على الخدمة، مزودي خدمات الشابكة (ISP)يدفعون للوصول إلى الشابكة إلى مزود خدمة الشابكة الرئيسي (UPSTREAM ISP) حيث تمتلك شبكة كبيرة مقارنة بمزودين الخدمة المتعاقدين معها وهي قادرة على توصيل مقدمي خدمة الشابكة المتعاقدين معها إلى أجزاء من شبكة الشابكة لا يمكن لمقدمي خدمات الشابكة وحدهم الوصول إليها.
في أبسط الحالات، اتصال واحد يتم انشائه لمزود الخدمة الرئيسي (UPSTREAM ISP)ويستخدم لنقل البيانات إلى أو من مجالات الشابكة خارج الشبكة المنزلية، وهذا النمط من الترابط غالبا ما يتتالى عدة مرات حتى الوصول إلى ناقل من المستوى 1.
في الواقع فإن الحالة غالبا ما تكون أكثر تعقيدا حيث يكون لمزودي خدمة الشابكة اتصالات منفصلة ومتعددة مع مزود خدمة الإنترنت الرئيسي عن طريق نقاط مشاركة بروتوكول خدمة بريد (POP) متعددة أو أنهم قد يكونون عملاء لأكثر من مزود خدمة إنترنت رئيسي وربما يكون لديها اتصال إلى كل واحدة منها عن طريق نقطة أو أكثر من نقاط المشاركة.

## التناظر
مزودو خدمات الشابكة قد تشارك في التناظر، حيث يرتبط عدة مزودي خدمة الشابكة عند نقطة تناظر أو نقطة تبادل إنترنت (IXs)، مما يتيح توجيه البيانات بين الشبكات، دون دفع تكاليف لنقل البيانات
لا يوجد طريقة أخرى لنقل البيانات إلا بمرور البيانات عبر طرف ثالث وهو مزود الخدمة الرئيسي (UPSTREAM ISP)، وبالتالي تكبد رسوم من مزود الخدمة الرئيسي.
مزودو خدمات الشابكة لا يحتاجون إلى مزود الخدمة الرئيسي (UPSTREAM ISP) ويمتلكون فقط (العميل النهائي و/ أو مقدمي خدمات الشابكة الأقران) وتسمى المستوي 1 في مزودي خدمات الشابكة.
.أجهزة الشبكة، وبرامجها ومواصفاتها، وكذلك خبرات العاملين في إدارة الشبكة مهمة لضمان تتبع البيانات للطريق الأكثر كفاءة، والتأكد من أن الاتصالات التمهيدية تعمل بشكل موثوق. من الممكن كذلك المفاضلة بين التكلفة والكفاءة انا طالبه.

## مزود خدمة الشابكة الافتراضي
مزود خدمة الشابكة الافتراضي (VISP): هو عملية شراء مزود خدمة الشابكة الافتراضي لخدمة الشابكة من أحد مزودي خدمة الشابكة الآخرين (يسمى أحيانا مزود خدمة الشابكة بالجملة "wholesale ISP")التي تمكن عملاء مزودي خدمة الشابكة الافتراضي من الوصول إلى الشابكة باستخدام الخدمات والبنية التحتية التي يملكها ويشغلها مزودي خدمة الشابكة بالجملة.

## مزود خدمة الشابكة المجانية
من أهم مزودي خدمة الشابكة الذين يوفرون الخدمة دون مقابل. الكثير من مزودي الشابكة المجاني يقومون بعرض إعلانات تجارية للمستخدم أثناء اتصاله مثل: إعلانات التلفاز التجارية، أي انهم يبيعون اهتمام المستخدم للمعلنين. ولكن هناك مزودي لخدمة الشابكة المجاني غالبا مايسمون ب (الشبكات المجانية (freenets)) تدار على أساسات غير ربحية يعمل بها موظفين متطوعين.